# Frigil crestanegre
El frigil crestanegre (Lophospingus pusillus) és un ocell de la família dels tràupids (Thraupidae).

## Hàbitat i distribució
Habita zones obertes amb matolls, a les terres baixes de l'est i sud-est de Bolívia, oest de Paraguai i nord de l'Argentina.